# Ayguatébia-Talau
Ayguatébia-Talau (în catalană Aiguatèbia i Talau) este o comună în departamentul Pyrénées-Orientales din sudul Franței. În 2009 avea o populație de 45 de locuitori.

## Evoluția populației
| An        | 1975 | 1982 | 1990 | 1999 | 2006 | 2009 |
| --------- | ---- | ---- | ---- | ---- | ---- | ---- |
| Populație | 35   | 36   | 45   | 46   | 45   | 45   |